# ジョベス・ウィリアムズ
ジョベス・ウィリアムズ（JoBeth Williams, 1948年12月6日 - ）は、アメリカ合衆国の女優。

## 来歴
テキサス州ヒューストンに生まれる。ヒューストン郊外のサウス・パークで育ち、ジョーンズ高校からロードアイランド州プロビデンスのブラウン大学ペンブローク校に進む。1970年、同校を卒業。ニューヨークに移り、1970年代半ばからテレビドラマに出演するようになった。
1979年、『クレイマー、クレイマー』のダスティン・ホフマンのガールフレンド役で映画デビューした。

## 出演作品

### テレビドラマ
- 溺れる女たち 〜ミストレス〜
- ハート・オブ・ディクシー ドクターハートの診療日記 〈シーズン1・2〉
- スキャンダル 託された秘密
- プライベート・プラクティス 迷えるオトナたち 〈シーズン3・4〉（ビジー・モンゴメリー）
- NCIS 〜ネイビー犯罪捜査班 〈シーズン8〉
- LAW & ORDER:LA
- デクスター 警察官は殺人鬼 〈シーズン2〉
- クリミナル・マインド FBI行動分析課 〈シーズン2〉
- 24 -TWENTY FOUR- 〈シーズン5〉（ミリアム・ヘンダーソン）
- ラスベガス 〈シーズン3〉
- NUMBERS 天才数学者の事件ファイル 〈シーズン2〉
- LAW & ORDER:性犯罪特捜班〈シーズン4〉
- 堕ちた弁護士 -ニック・フォーリン-〈シーズン1〉
- ナイトビジョン
- フロム・ジ・アース/人類、月に立つ
- そりゃないぜ!? フレイジャー 〈シーズン2〉

### テレビ映画
- 多重人格・シビルの記憶 （ハティ・ドーセット）
- 巨大ストーム襲来! パニック病棟14時間
- イントゥ・ザ・ファイア
- ラッキー・タウン
- ギャング・オブ・シカゴ 復讐の鎮魂歌
- ハッカー殺人事件を追え!
- アフター・ザ・サイレンス
- 消された運命線
- アンダー・サスピション/疑惑の行方
- ジェームズ・ウッズのドランカー
- 断罪 堕ちた聖者
- ザ・デイ・アフター（ナンシー・バウアー看護婦）
- 私立探偵ジョー・ダンサー/非情の罠

### 映画
- ビッグ・ボーイズ しあわせの鳥を探して
- ランド・オブ・ウーマン/優しい雨の降る街で
- デブラ・ウィンガーを探して
- シネマチックな恋人
- リトルシティ/恋人たちの選択
- ジャングル 2 ジャングル
- ワイアット・アープ（ベッシー・アープ）
- 刑事ジョー/ママにお手あげ
- あぶない週末
- スウィッチ/素敵な彼女?
- ナイトチャイルド
- メモリーズ・オブ・ミー
- ポルターガイスト2（ダイアン・フリーリング）
- デザート・ブルーム/キノコ雲と少女
- 愛しのレベッカ
- りんご白書
- アダムを返して/愛は限りなく
- 再会の時（カレン）
- 真夜中の極秘実験
- ポルターガイスト（ダイアン・フリーリング）
- スター・クレイジー
- 戦争の犬たち
- クレイマー、クレイマー（フィリス）